# Золотухино (станция)
Золотухино — железнодорожная станция Московской железной дороги на линии Орел-Курск. Расположена в одноимённом рабочем поселке Золотухино Курской области.
Ближайшие железнодорожные станции — Свобода и Поныри.

## История
Станция была открыта в 1868 году. Эту дату и принято считать основанием поселка Золотухино.

## Движение поездов

### Пригородные поезда
Пригородное сообщение осуществляется по направлениям:
Курск — Поныри
Курск — Орёл

### Поезда дальнего следования
Анапа-Москва
Санкт — Петербург-Курск
Курск-Москва

## Расписание поездов
Через станцию ежедневно проходят поезда, в основном от Курска до Понырей и от Курска до Орла. Стоянка поездов на станции продолжается в течение двух минут.

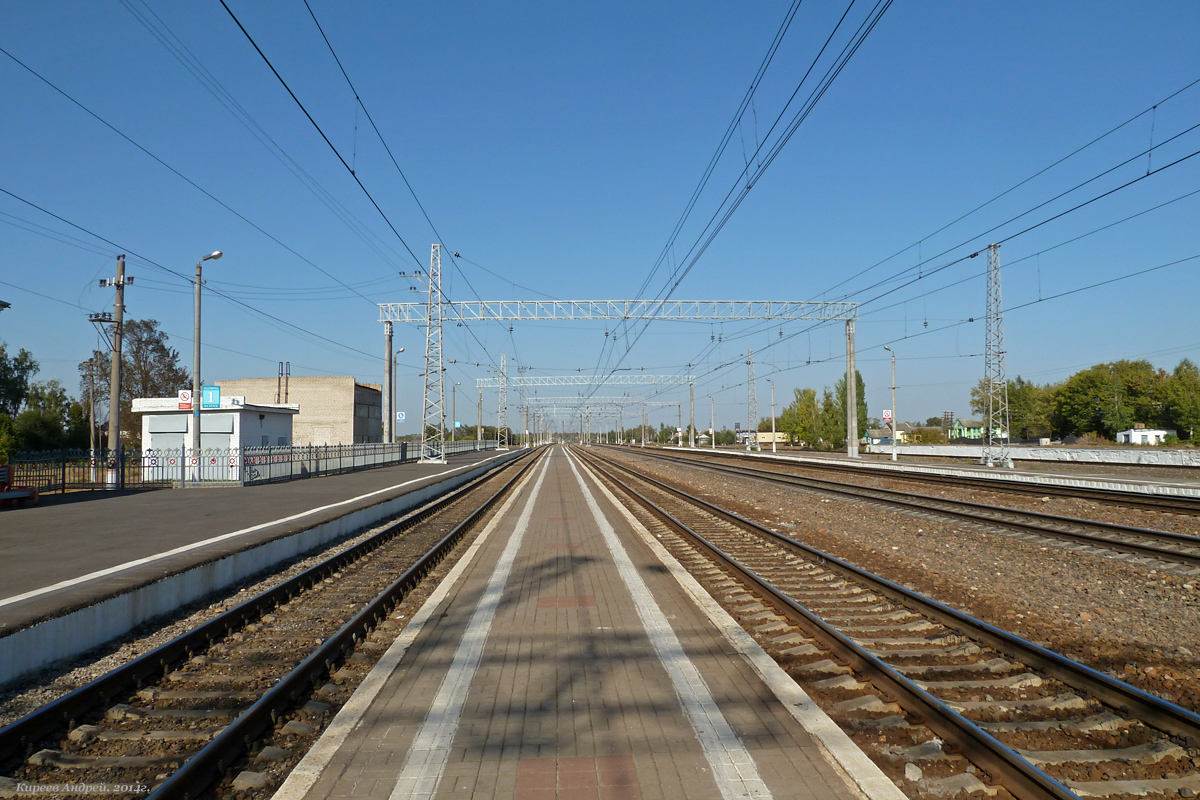
Общий вид на станцию
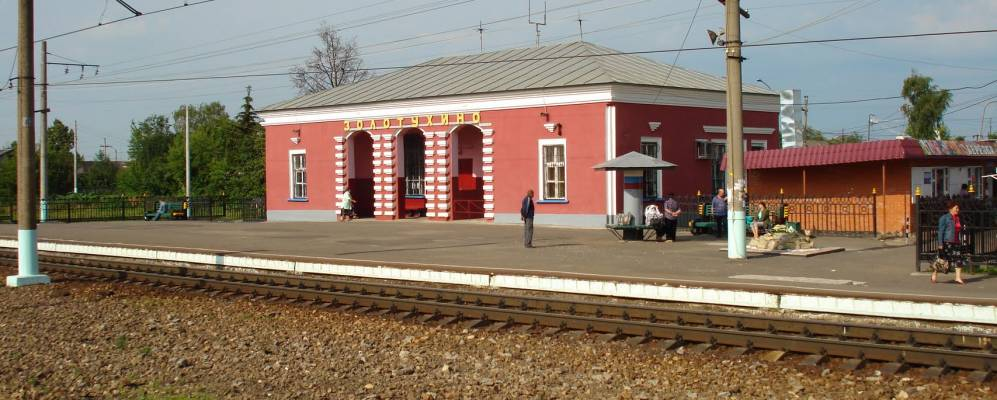
Здание вокзала